# Качиони, Иван Петрович
Ива́н Петро́вич Качио́ни (19 января 1877, Меленковский уезд, Владимирская губерния — 23 сентября 1918, Пенза) — русский офицер и общественный деятель, член IV Государственной думы от Пензенской губернии.

## Биография
Происходил из потомственных дворян Владимирской губернии. Внук Георгиевского кавалера Ликурга Качиони, правнук Георгиевского кавалера Ламбро Качиони. Землевладелец Пензенской и Таврической губерний (2800 десятин, часть земли — в совместном владении с братом).
Окончил Симбирский кадетский корпус и Константиновское артиллерийское училище по 1-му разряду (1896), откуда был выпущен подпоручиком в Туркестанскую артиллерийскую бригаду.
8 мая 1900 года вышел в запас полевой пешей артиллерии в чине подпоручика и поселился в своем имении хуторе Чекай Городищенского уезда Пензенской губернии, где занялся сельским хозяйством и общественной деятельностью. Избирался гласным Городищенского уездного (с 1902) и Пензенского губернского (по 1907) земских собраний. Был членом «Союза 17 октября».
В 1907—1911 годах жил и занимался хозяйством в своем крымском имении Орталан Феодосийского уезда. В 1911 году вернулся в Пензенскую губернию, в имение Ильмино Городищенского уезда, где также занялся сельским хозяйством.
В 1912 году был избран членом Государственной думы от Пензенской губернии. Входил во фракцию октябристов, после её раскола — в группу «Союза 17 октября». Состоял докладчиком комиссии по военным и морским делам, а также членом комиссий: земельной, по военным и морским делам, и по переселенческим делам. Был членом Прогрессивного блока.
В конце июня 1915 года перенёс кровоизлияние в мозг, после чего он лечился на Кавказских минеральных водах. Весной 1917 его здоровье резко ухудшилось, и в мае 1917 Иван Петрович получил от ВКГД разрешение на выезд с сопровождением в Пензу в связи с болезнью.
Расстрелян в Пензенской губернской тюрьме. Был женат, имел двоих детей.

## Адреса
- 1913—1917 — Петербург, Таврическая улица, дом 45 (/ Таврический пер., 1-3)[5].

## Комментарии
1. ↑  Хутор Чекай — при с. Нечаевка Ильминской волости Городищенского уезда[3], не сохранился; ныне — территория Никольского района Пензенской области.